# Leichtathletik-Weltmeisterschaften 2022/Teilnehmer (Anguilla)
| Goldmedaillen | Silbermedaillen | Bronzemedaillen |
| ------------- | --------------- | --------------- |
| —             | —               | —               |

Der Leichtathletikverband von Anguilla nahm an den Leichtathletik-Weltmeisterschaften 2022 in Eugene mit einem Athleten teil.

## Ergebnisse

### Männer

#### Laufdisziplinen
| Athlet        | Disziplin | Vorlauf    | Vorlauf | Halbfinale | Halbfinale | Finale | Finale |
| Athlet        | Disziplin | Zeit       | Platz   | Zeit       | Platz      | Zeit   | Platz  |
| ------------- | --------- | ---------- | ------- | ---------- | ---------- | ------ | ------ |
| Aiden Hazzard | 400 m     | 51,44 s SB | 40      | DNQ        | DNQ        | –      | –      |